# Burn (energy drink)
Burn è un energy drink distribuito in Italia dal gruppo Coca Cola Company e dalla Energy Beverages LLC. È una bevanda ad alto tenore di caffeina (32 mg in 100 ml) e con un ricco contenuto di zuccheri (più di 11 g per 100 ml).

## Storia
In seguito alla crescita del mercato delle bevande energetiche e al ristagno delle vendite delle bibite analcoliche, anche la Coca Cola è voluta entrare nel mercato delle bevande energetiche. Vari sono stati i prodotti energetici creati (Powerade, Play, Coca-Cola Blāk) ma le uniche due bevande energetiche vere e proprie sono la Lift Plus e la più recente Burn. Con la Burn la società di Atlanta ha sfidato la Red Bull, la ditta austriaca leader del settore; progettando il lancio del prodotto in modo spettacolare infatti, la Coca-Cola ha organizzato il capodanno del 2002, chiamando la serata "Burn". La particolarità della serata stava nel fatto che la nuova bevanda era stata tenuta segreta fino alla sera stessa, quando ne furono distribuite centinaia di lattine.
Negli anni recenti la bibita viene ridistribuita in Italia con un nuovo look dalla Energy Beverages LLC.

## Prodotto
Burn è un energy drink gasato caratterizzato inizialmente dal suo colore rosso intenso, dovuto al colorante alimentare E150d, e il sapore dolce e leggermente esperidato tipico della categoria.
Dal 2015 circa, com'era già successo in alcuni paesi tra cui la Spagna, il caratteristico colore rosso è stato sostituito dal colore ambrato, derivato dal colorante caramello, per renderla più simile alla sua famosa controparte.
La Burn viene distribuita in diverse varietà, alcune solo a livello nazionale;
in Italia sono disponibili la versione originale, Apple Kiwi e Passion Punch.

### Le nuove versioni
- Burn Energy Drink - È la versione originale, distribuita in lattine da 250 ml (260 in Sud America), 500 ml, in bottiglietta d'alluminio da 250 ml, e -la versione richiudibile- da 485 ml.[6]
- Burn Zero - Versione senza zucchero distribuita in lattine da 250 ml.[7]
- Burn Passion Punch - Versione al sapore di frutto della passione distribuita in lattine da 250 ml.[8]
- Burn Lemon Ice - Versione al sapore di limone distribuita in lattine da 250 ml.[9]
- Burn Apple Kiwi - Versione al sapore di mela verde e kiwi distribuita in lattine da 250 ml.[10]

### Versioni classiche
- Burn Blue Refresh - Versione contenente estratti di carota, ribes nero ed estratto di guaranà con un caratteristico colore blu brillante (dovuto al colorante E133) distribuita in lattine da 500 ml con la classica fiammella del logo in versione azzurra.[11]
- Buzz - È la versione giapponese, disponibile in lattine da 250 ml. nei gusti original, mango e ananas
- Burn Energy Shot - Versione più concentrata, venduta in bottigliette in PET da 50 ml con un contenuto di caffeina pari a 80 mg. L'AGES (Agenzia austriaca per la salute e la sicurezza alimentare) ha categorizzato la bevanda come integratore alimentare, obbligando la filiale austriaca della Coca-Cola Company a stampare sull'etichetta le indicazioni di sicurezza "Non consumare più di due porzioni al giorno. Non adatto come sostituto di una dieta equilibrata. Tenere fuori dalla portata dei bambini. Non adatto a bambini, donne incinte e persone sensibili alla caffeina.")
- Burn Day - Versione al gusto mela, kiwi e agave blu. La lattina è bianca con la fiammella azzurra, il liquido è blu.
- Burn Juice Energy - Versione contenente il 20% di succo di frutti tropicali. La lattina è bianca con la fiammella verde o con lo sfondo che sfuma dal bianco al verde e la fiammella classica.
- Burn Juice Berry - Versione contenente il 20% di succo di frutti di bosco. La lattina è bianca con la fiammella viola o con lo sfondo che sfuma dal bianco al viola e la fiammella classica.
- Burn Mocha Energy - Versione al gusto caffè e latte. La lattina ha lo sfondo bianco che sfuma verso il colore maggese e la fiammella classica, il liquido è color caffèllatte.
- Burn chewing gum - Versione gomma da masticare. La scatola ricalca la lattina originale, nera con fiammella, i confetti sono rossi e contengono caffeina e taurina.

### Informazioni nutrizionali
|                   | Burn (100 ml)  |
| ----------------- | -------------- |
| Valore Energetico | 57 kcal/243 kJ |
| Calorie           | 57             |
| Grassi            | 0 g            |
| Sodio             | 0.02 g         |
| Zucchero          | 13.3 g         |
| Proteine          | 0 g            |
| Taurina           | 400 mg         |
|                   |                |
| Niacina           | 6 mg           |
| Acido Pantotenico | 1.7 mg         |
| B6                | 0.7 mg         |
| Vitamina B12      | 0.3 µg         |
| Caffeina          | 32 mg          |

## Design
La bevanda è contenuta in lattine di alluminio da energy drink, le sleek can (più slanciate rispetto alle lattine classiche). Sullo sfondo nero compaiono la scritta "burn" e il logo del marchio: una fiammella biforcuta. Gli ingredienti sono scritti in bianco in verticale e ricalcano la forma della fiammella.

## Sponsor
Dal 2013, tentando di contrastare l'egemonia Red Bull - Monster - TNT in Formula 1, ha sponsorizzato il gruppo Lotus.

## Distribuzione
La Burn viene distribuita in 87 stati nel mondo, divenendo leader del mercato in Ucraina e Turchia.
| Continente | Stato |
| ---------- | --- |
| Africa     | Algeria, Angola, Botswana, Burkina Faso, Capo Verde, Comore, Congo, Egitto, Gambia, Gibuti, Ghana, Guinea, Kenya, Liberia, Madagascar, Marocco, Mauritius, Mozambico, Namibia, Nigeria, Ruanda, Senegal, Sierra Leone, Sudafrica, Tanzania, Tunisia, |
| America    | Bolivia, Brasile, Cile, Costa Rica, Messico, Nicaragua, Paraguay, Perù, Uruguay |
| Europa     | Austria, Belgio, Bielorussia, Bosnia ed Erzegovina, Bulgaria, Croazia, Danimarca, Estonia, Francia, Grecia, Irlanda, Irlanda del Nord, Islanda, Italia, Lettonia, Lituania, Lussemburgo, Macedonia del Nord, Malta, Moldavia, Norvegia, Paesi Bassi, Polonia, Portogallo, Repubblica Ceca, Regno Unito, Romania, Serbia e Montenegro, Slovacchia, Slovenia, Spagna, Svezia, Svizzera, Ucraina, Ungheria, |
| Asia       | Armenia, Azerbaigian, Bahrein, Emirati Arabi Uniti, Georgia, Giordania, India, Oman, Qatar, Russia, Turchia |
| Oceania    | Australia, |